# جوزف دی. تایدینگز
جوزف دی. تایدینگز (به انگلیسی: Joseph D. Tydings) (زاده ۴ مه ۱۹۲۸ – درگذشته ۸ اکتبر ۲۰۱۸) سناتور سابق عضو حزب دموکرات ایالات متحده آمریکا بود. وی در سال ۱۹۶۵ تا ۱۹۷۱ میلادی سناتور ایالت مریلند در سنای ایالات متحده آمریکا بود.